# Païta
Païta (in nââ drubea: Pweyta) è un comune della Nuova Caledonia nella Provincia del Sud.
Nel suo territorio si trova l'aeroporto di Nouméa-La Tontouta.
La popolazione di Paita è per un 1/3 francese, 1/3 canaca e 1/3 polinesiana.